# Heilige Allegorie
Heilige Allegorie ist ein Gemälde von Giovanni Bellini, das um 1500 in Venedig entstanden ist. Es hängt heute in den Uffizien in Florenz.
Das unsignierte, rätselhafte Bild, für das bisher keine schlüssige Deutung vorliegt, wurde in seiner Geschichte unter wechselnden Namen geführt: Allegoria Sacra, Christliche Allegorie, Allegorie des Fegefeuers oder Madonna am See.

## Geschichte
Der Auftraggeber des Bildes ist nicht bekannt, es existieren bisher keine diesbezüglichen Quellen. Im 18. Jahrhundert befand es sich in der kaiserlichen Kunstsammlung der Habsburger in Wien. 1793 fädelte Luigi Lanzi, der damaligen Leiter der Uffizien, einen Tausch ein und erwarb das Bild, das zu diesem Zeitpunkt Giorgione zugeschrieben wurde. Erst 1876 erfolgte die allgemein akzeptierte Zuschreibung durch Giovanni Battista Cavalcaselle und Joseph Archer Crowe als Werk Bellinis.
2010 wurde das Bild in den Uffizien einer Restaurierung unterzogen.

## Beschreibung
Hinter einer breiten Terrasse am Ufer eines Sees erstreckt sich eine vielgestaltige Landschaft. Steile Felswände ragen an dem fjordartigen See auf, es gibt eine Stadtmauer, Häuser und in der Bildmitte im Hintergrund ein Schloss auf einem bewaldeten Hügel. Über den blauen Himmel ziehen weiße Wolken.
Verstreut in der Landschaft sind Menschen und Tiere: zwei griechisch gekleidete Personen, die sich begrüßen, ein Eselstreiber, ein Bauer mit einem Stock, ein Schäfer sitzt nachdenklich in einer Höhle, und ein Kentaur schaut auf einen alten Mann, der mühsam eine Treppe hinuntersteigt. Auf einer der Steilwände ist ein großes Holzkreuz aufgerichtet.
Die Terrasse nimmt über ein Drittel des Bildes ein. Sie ist umgeben von einer Balustrade, ist aufwendig mit weißem, schwarzem und farbigem Marmor belegt, in der Mitte öffnet sich eine Tür zum See. Am Ufer wachsen vereinzelt Bäume, die noch kahl oder schon frühlingsgrün sind.
Eine Reihe von Personen bevölkert die Terrasse, aber keiner hat Blickkontakt mit anderen. Auf der linken Seite thront auf einem fünfstufigen antikisierenden Thron, der von einem roten Baldachin bekrönt wird, eine Frau, die in die kanonischen Farben der Jungfrau Maria gekleidet ist. Rotes Kleid, blauer Mantel, weißes Kopftuch, neben ihr eine Frau mit gefalteten Händen und einer Krone auf dem Kopf und eine weitere Frau, die keine Füße hat und in der Luft zu schweben scheint. Auf der gegenüberliegenden Seite stehen nebeneinander zwei fast nackte Männer: Der Hl. Sebastian mit zwei parallelen langen Pfeilen in der linken Schulter und in der linken Kniescheibe und der Heilige Onophrius als alter Mann mit weißem langen Bart und einem Lendenschurz.
Hinter der Balustrade auf der linken Seite steht der Apostel Paulus mit gezücktem Langschwert, neben ihm Petrus, allerdings ohne seine üblichen ikonografischen Beigaben, und ganz links entfernt sich ein orientalisch gekleideter Mann mit weißem Turban aus dem Bild. In der Mitte der Terrasse wächst in einem Pflanzkübel ein Apfelbäumchen, an dem sich ein nackter Knabe festhält. Um den Kübel herum spielen drei weitere Knaben mit Äpfeln.

## Kunsthistorische Einordnung
Obwohl Auftraggeber und Ort der Präsentation des Bildes nicht bekannt sind, könnte es den sogenannten Poesie zugehören, das sind poetische, stimmungsvolle Bilder, die voller gelehrter Anspielungen stecken. Die Auftraggeber saßen an den oberitalienischen Höfen der Renaissance – wie z. B. in Ferrara, Urbino, Mantua oder Florenz – und statteten ihre studioli auch mit derartigen Bildern aus.
Diese verrätselten Bilder waren von Mitgliedern der humanistisch gebildeten Zirkel an den Höfen sehr wohl zu entziffern, auch wenn es sich um entlegene Quellen und ungewöhnliche Anspielungen handelt. Ein Beispiel für eine dieser entlegenen Quellen ist die Figur des Kentauren auf Bellinis Bild: Maffeo Vegio berichtet in seinem Buch Antoniados sive de vita et laudibus sancti Antonii von einer Begegnung des Heiligen mit einem Kentauren. Dieses Bildmotiv war in der spätmittelalterlichen Malerei und der Kunst der frühen Renaissance durchaus verbreitet. Bei dem Mönch, der die Treppe heruntersteigt, könnte es sich also um Antonius handeln. Für andere Figuren, z. B. die schwebende Frau, hat sich noch keine plausible Erklärung gefunden, wobei die Funktion dieser Figuren nach wie vor ungeklärt bleibt. Das Bild gehört zu  einer Reihe von Bildern, die zu dieser Zeit an den oberitalienischen Höfen entstanden sind, die sich bis heute jeder schlüssigen und allgemein akzeptierten Interpretation entziehen.